# ميورة
ميورة هي جنس من البكتيريا، تتبع المفطورات.